# Lithocarpus shinsuiensis
Lithocarpus shinsuiensis är en bokväxtart som beskrevs av Bunzo Hayata och Ryozo Kanehira. Lithocarpus shinsuiensis ingår i släktet Lithocarpus och familjen bokväxter. Inga underarter finns listade.